# Архіви України (журнал)
«Архіви України» — науково-практичний журнал, що містить дослідження актуальних питань історії, теорії і практики архівної справи в Україні та світі, теорії і методології архівознавства. На шпальтах журналу публікуються аналітичні, теоретичні, дослідницько-пошукові матеріали з архівознавства, документознавства, археографії, джерелознавства та споріднених дисциплін; критико-бібліографічні матеріали.
Видається з 1947 року, засновник Державна архівна служба України, мови видання українська, англійська, періодичність 4 рази на рік.
Тематична спрямованість журналу включає: висвітлення історії, теорії і практики архівної справи, публікацію наукових статей з проблем архівознавства, джерелознавства, документознавства, інших спеціальних історичних дисциплін; огляди архівних джерел; археографічні публікації архівних документів. Міждисциплінарний дискурс пов’язаний з актуалізацією процесів цифрової трансформації суспільства, запровадженням інформаційних технологій у діяльності архівів, розвитком електронних архівів та інформаційних ресурсів.
Важливою метою журналу є підтримка сталої комунікації між архівістами та користувачами інформації, презентація широкому науковому загалу інформаційного потенціалу документальних ресурсів України та результатів архівознавчих досліджень.
Свідоцтво про державну реєстрацію друкованого засобу масової інформації: КВ 23646-13486 ПР від 17.12.2018 р.
Категорія наукового фахового видання – Б, спеціальності: 032 «Історичні науки»; 029 «Соціальна комунікація».

## Редакція
Станом на грудень 2023 року:
- Палієнко М. Г. (головний редактор), Бачинська О. А., Бездрабко В. В., Білущак Т. М., Васильєв В. Ю., Ємельянова Т. О., Файзулін Я. М., Корольов Г. О., Левченко Л. Л., Матяш І. Б., Мина Ж. В., Орлик В. С., Папакін Г. В., Пиріг Р. Я., Прилепішева Ю. А., Скальський В. В., Срібняк І. В., Тюрменко І. І., Хромов А. В. Шевченко Т. В., Ясь О. В; іноземні члени редакційної колегії: Блажйонас Юозьяпас, Класінц Петер, Петжик Павел, Руссєв Ніколай.[3]

Процедура рецензування та вимоги щодо оформлення і подання статей.

## З історії журналу
Листопад 1947 р. – вийшов перший номер друкованого видання під назвою «Науково-інформаційний бюлетень Архівного управління МВС УРСР».
22 квітня 1948 р. – затверджено склад першої редакційної колегії.
1958 р. – «Науково-інформаційний бюлетень» почав видаватися українською мовою.
1964 р. – згідно з постановою колегії Державного комітету Ради Міністрів УРСР із преси від 2 квітня 1964 р. «Науково-інформаційний бюлетень» перейменовано в науково-інформаційний журнал «Архіви України».
1960-і – 1980-і роки – до традиційних рубрик «Статті», «Критика і бібліографія», «Хроніка» додалися: «Архівна справа за рубежем», «Міжнародні зв’язки архівних установ», «По сторінках зарубіжних архівознавчих журналів».
1993 р. – співзасновниками і видавцями науково-практичного журналу «Архіви України» стали Головне архівне управління при Кабінеті Міністрів України та Інститут української археографії та джерелознавства імені М. С. Грушевського НАН України.
2000 р. – розпочато публікацію електронної версії журналу «Архіви України»; розміщено зміст поточних чисел журналу, а також ретроспективні покажчики його змісту (з 1947 р.).
2010 р. – редакційна колегія журналу започаткувала відзначення «авторів року», нагороджуючи їх почесним дипломом.
Основні рубрики журналу «Архіви України» сьогодні: «Подія», «Статті та повідомлення», «З історії архівів та архівних зібрань», «Огляди джерел та документальні нариси», «Публікація архівних документів», «Інформація та рецензії», «Архівна справа за кордоном», «Особистості», «Ювілеї», «Хроніка».
Видання індексується: Google Scholar, Research Bible, Наукова періодика України.
Усі випуски журналу оцифровані та доступні онлайн у повному обсязі. https://au.archives.gov.ua/index.php/au/issue/archive та https://libraria.ua/.  

## Головні (відповідальні) редактори журналу
П. І. Павлюк – 1943–1954 рр.
С. Д. Пількевич – 1955–1957 рр.
І. Л. Бутич – 1958–1970 рр.
О. Г. Мітюков – 1970–1988 рр.
Б. В. Іваненко – 1989–1996 рр.
Н. В. Киструська – 1996–1998 рр.
Р. Я. Пиріг – 1998–2002 рр.
Г. В. Боряк – 2002–2006 рр.
О. П. Гінзбург – 2006–2008 рр., 2012–2014 рр.
О. А. Удод – 2008–2009 рр.
І. Б. Матяш – 2009–2011 рр.
Т. І. Баранова – 2014–2019 рр.
М. Г. Палієнко – з 2020 р.